# Metallbaukasten

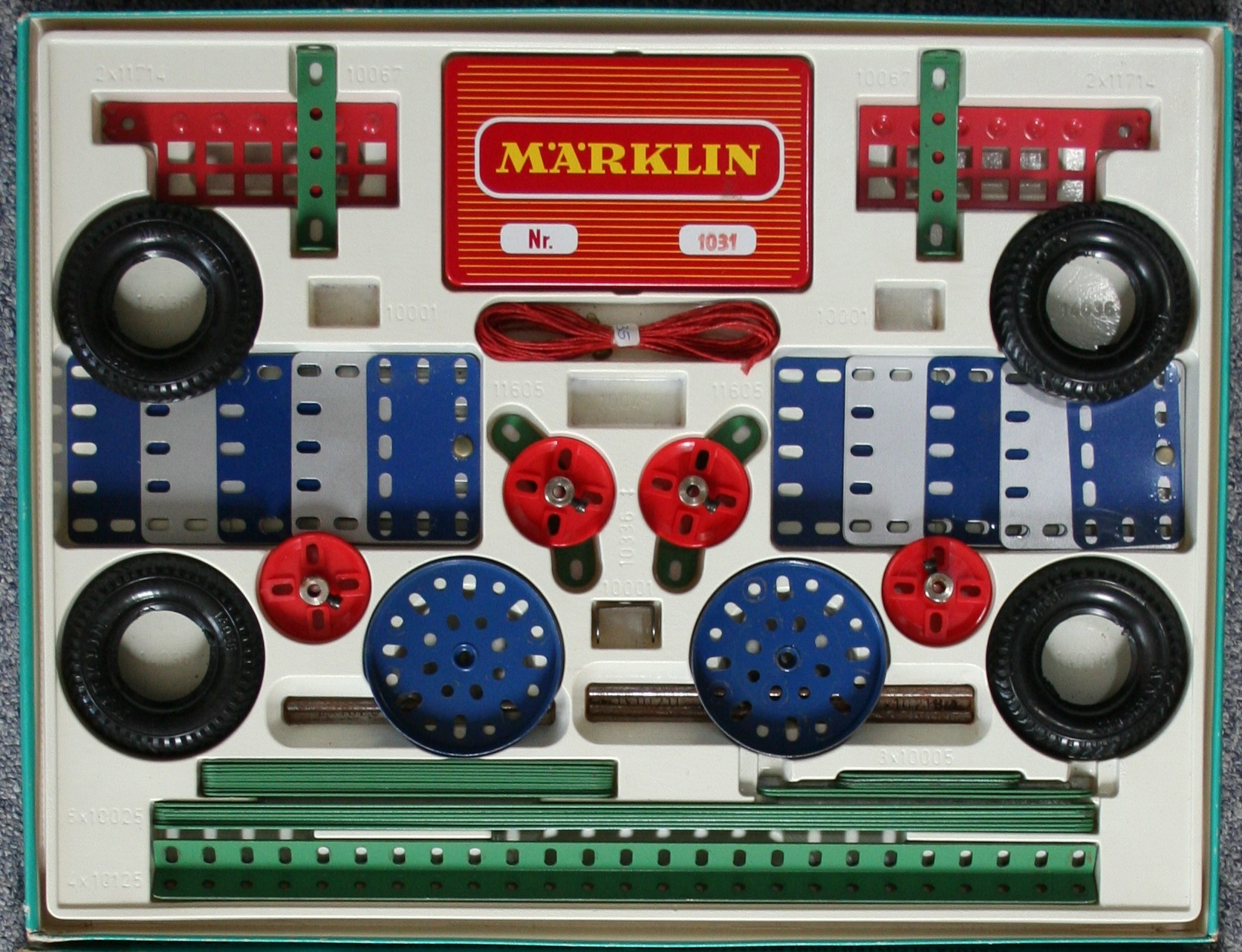
Märklin-Metallbaukasten, 1970er Jahre

Ein Metallbaukasten, gelegentlich nach einer bekannten Marke auch Stabilbaukasten genannt, ist ein Baukasten, mit dem aus unterschiedlichen vorgefertigten Metallteilen Modelle montiert werden können. Diese Modelle können entweder frei erfunden oder nach Vorlage angefertigt werden. Bei den Teilen handelt sich um Lochbleche, Lochbänder und Winkel aus Blech, ergänzt durch Achsen, Radfelgen, Reifen, Zahnrädern und weiteren Spezialteilen, die mittels Metallschrauben und Muttern zusammengebaut werden. Den Baukästen liegen ein passender Schraubenzieher und Schraubenschlüssel bei.

## Entwicklung und Verbreitung

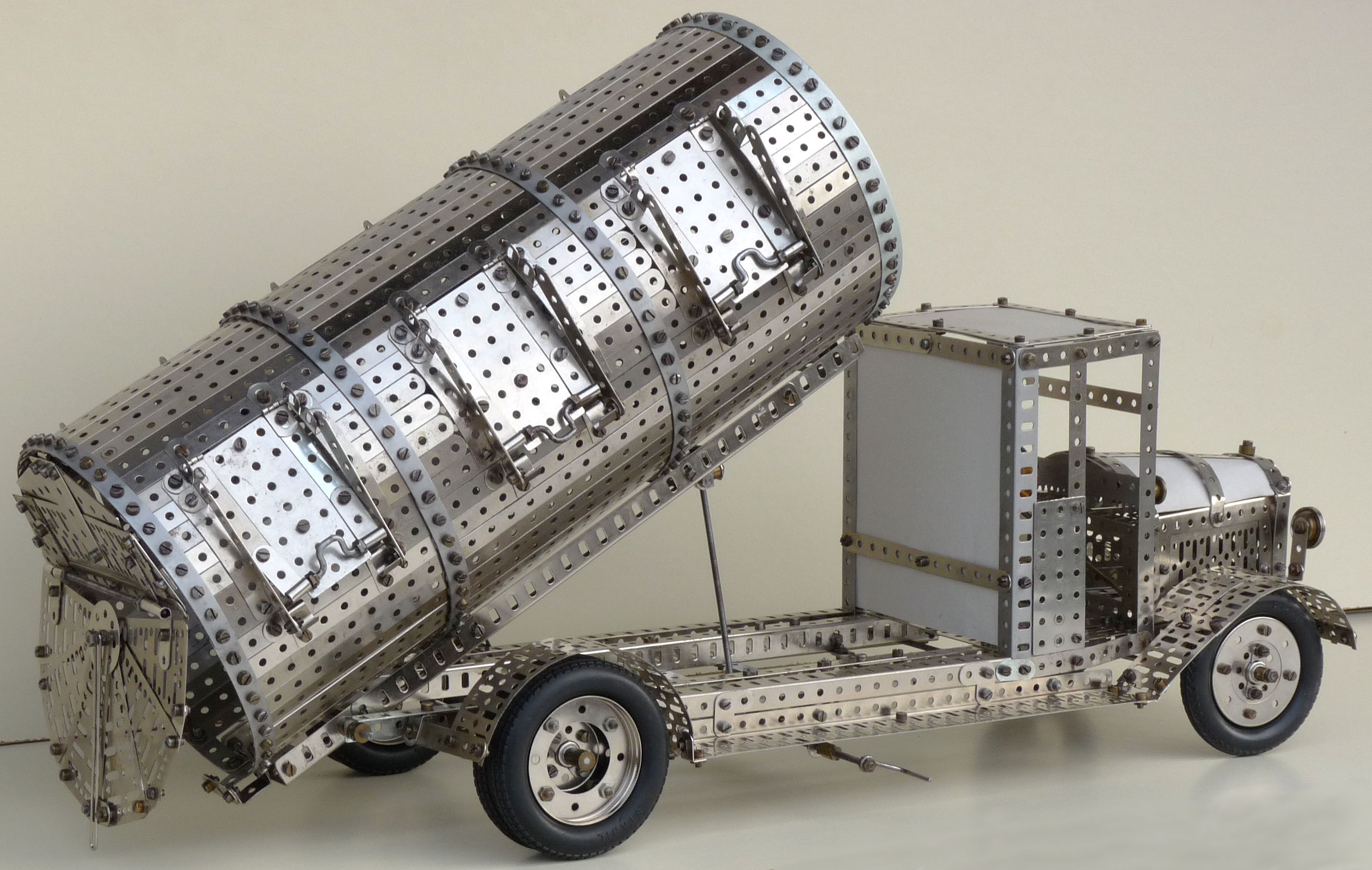
Müllwagen, gebaut mit Walther Stabil-Teilen

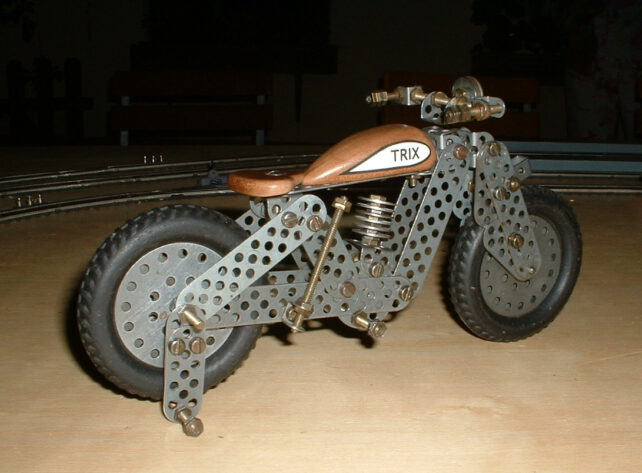
Motorrad, gebaut mit Trix-Teilen aus den 1930er Jahren

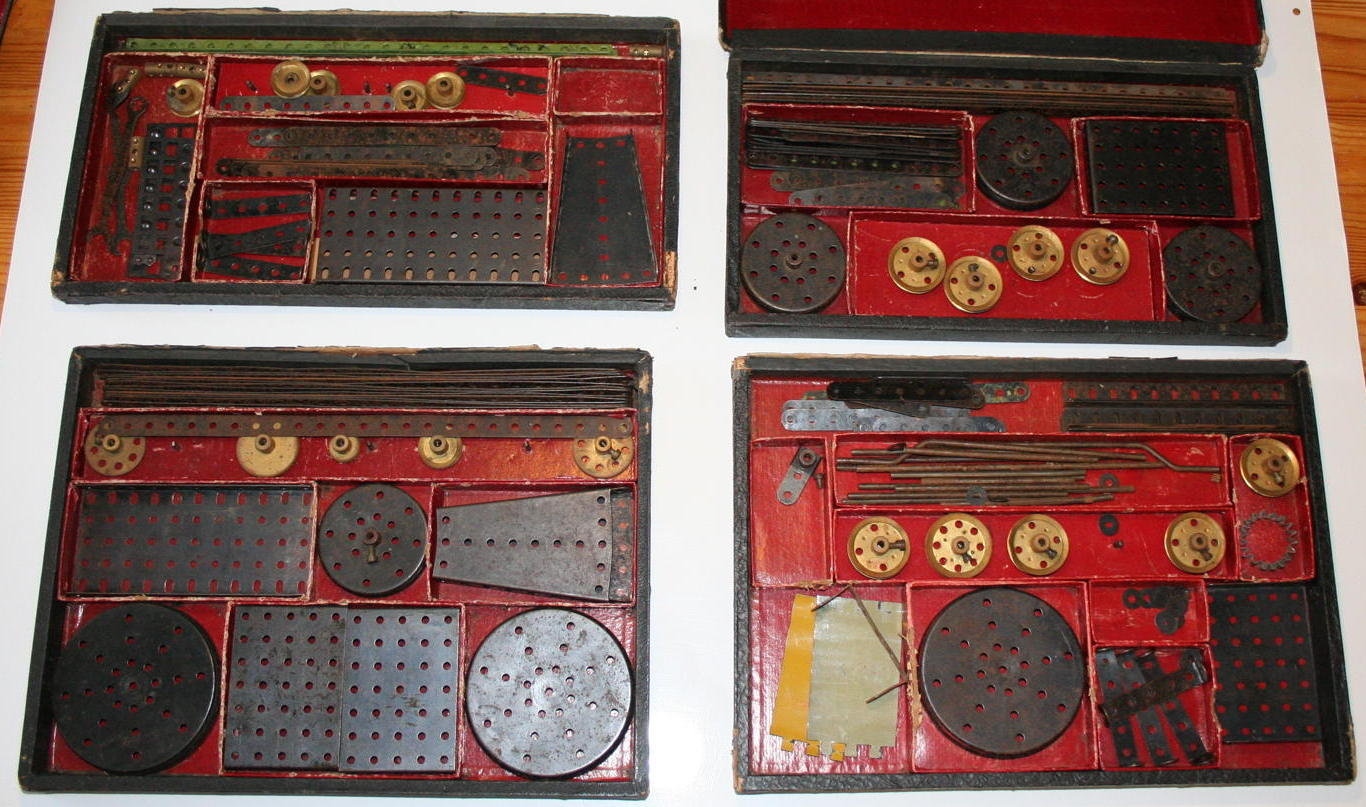
4 Märklin-Metallbaukästen, ca. 1930

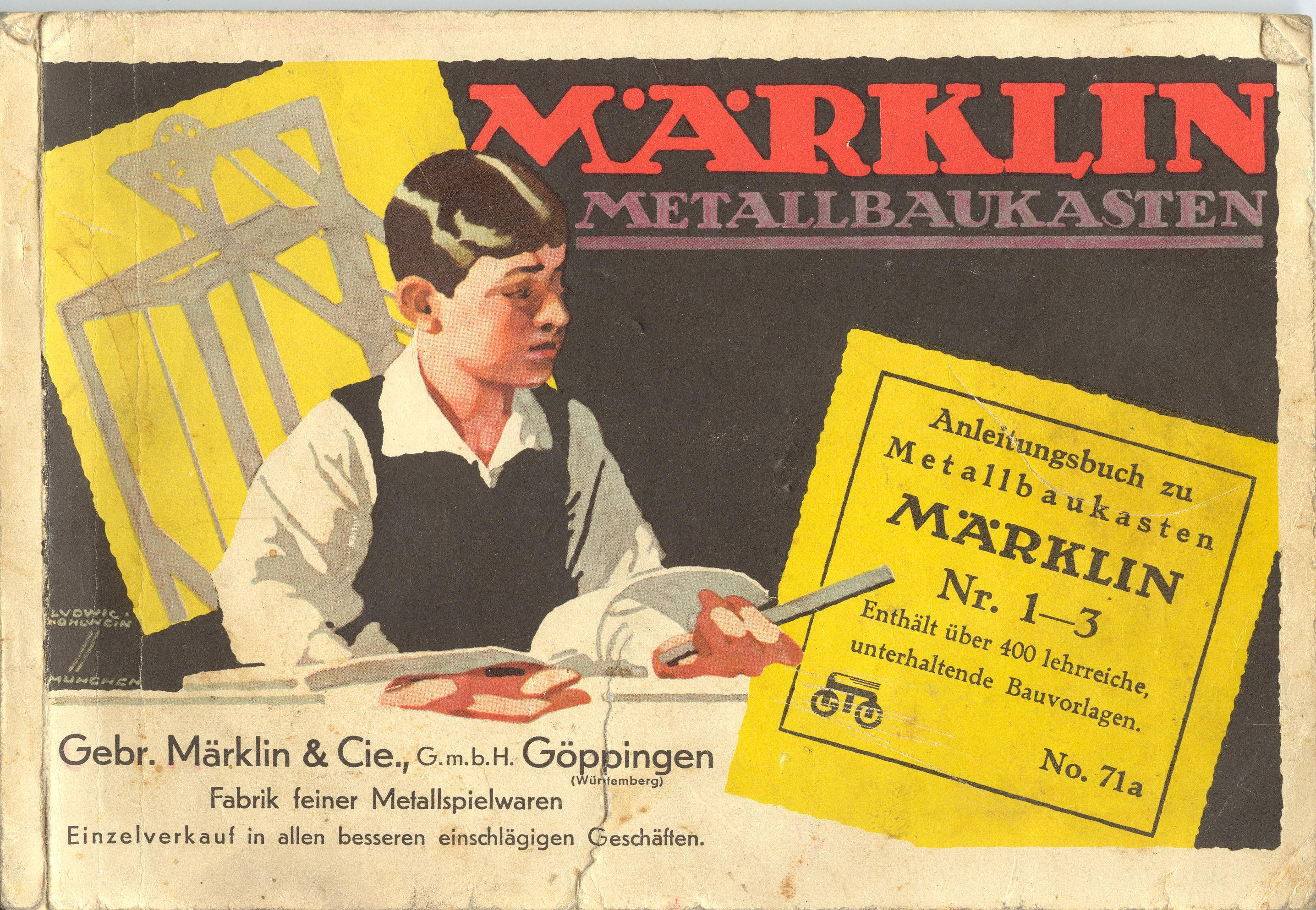
Titelbild Märklin-Anleitungsheft 1930er Jahre

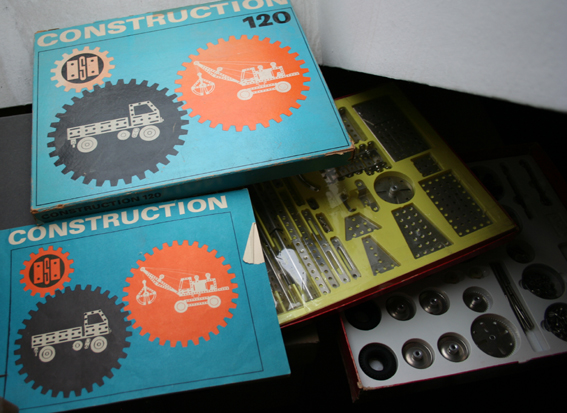
Metallbaukasten „construction 120“ aus der DDR, ca. 1977

Die in Deutschland bekanntesten Metallbaukästen sind der „Stabil“ der Firma Walther & Co., die Kästen der Firma Märklin sowie das unter dem Namen Trix bekanntgewordene System. Weltweit war das von Frank Hornby entwickelte Baukasten-System „Meccano“ verbreitet, dessen technische Normen, insbesondere der Lochabstand von 1/2 Zoll = 12,7 mm, heute als internationaler Standard gelten.
Der Trix-Metallbaukasten wurde 1931 von den Vereinigten Spielwarenfabriken Nürnberg unter der Führung von Stephan Bing vorgestellt. Er weist im Gegensatz zu den anderen Metallbaukästen drei Lochreihen auf. Eine weitere Besonderheit bestand im Vertriebskonzept in den Jahren der Weltwirtschaftskrise. Während die anderen Marken größere und teurere Sortimentskästen verkaufen wollten, bot Trix erfolgreich kleine Pappschacheln mit wenigen Teilen an, die für nur 50 Pfennige gekauft werden konnten.
Insgesamt wurden etwa 450 Systeme unter oft sehr kurzlebigen Markennamen hergestellt. Angesichts der Konkurrenz von Plastik-Baukästen wie Lego oder Fischertechnik sowie der elektronischen Spielzeuge war der wirtschaftliche Erfolg der Metallbaukästen seit den 1970er Jahren rückläufig. Die Produktion der Marke Stabil wurde um 1970 eingestellt, Märklin Metall und Trix verschwanden nach stufenweisen Reduktionen 1999 vom Markt, jedoch erschien 2004 die einmalige Jubiläums-Edition eines thematisch orientierten Märklin-Großbaukastens (Bagger). Einzig die ursprünglich in der DDR entwickelten Baukästen der Marke Construction (heutiger Name: eitech) sowie die tschechischen Baukästen der Marke „Merkur“ werden in erheblich verbesserter Form weiterhin angeboten, schließlich noch das zuerst 1942 von den Brüdern Stockmann in der Schweiz entwickelte System der Stokys-Baukästen, das sich trotz seiner Besonderheiten an den durch „Meccano“ vorgegebenen technischen Standards orientiert und damit kompatibel ist.
Nachdem die Firma Distler Mitte der 1960er Jahre vom deutschen Inhaber der Marke Trix an ein belgisches Unternehmen verkauft worden war, entstand dort unter der Marke Distler Toys eine um ca. den Faktor zwei vergrößerte Variante des Trix Metallbaukastens.
Eine Besonderheit im Metallbaukastensystem stellt eine Baukastenreihe aus der DDR dar, bei der erstmals Pneumatik in dieser Baukastenwelt angewendet wird, was die Möglichkeiten im Modellbau wesentlich erweitert hat. Die Baukästen P01 (Druckluftverdichter), P02 (pneumatische Steuerungen und Antriebe) und P03 (elektropneumatische Steuerungen und Antriebe) der ORSTA-Modelltechnik wurden um 1983 im VEB Kombinat ORSTA-Hydraulik Leipzig konzipiert und die Baukästen P01 und P02 im VEB Hydraulik Dippoldiswalde in Serie hergestellt. Der Baukasten P03 wurde im VEB Industriewerke Karl-Marx-Stadt entwickelt und in einer Auflage von nur 100 Stück hergestellt. Mit diesem Baukasten wurden computergesteuerte Robotermodelle gebaut.
Eine Renaissance der Metallbaukästen bahnt sich zum einen durch die Aktivität von Firmen an, die in großem Umfang Repliken von Märklin- und Meccano-Teilen herstellen und damit eine weltweite Fan-Gemeinde bedienen. In Deutschland ist METALLUS ein inzwischen international bekannter Hersteller solcher Repliken. Zum anderen kommen in jüngerer Zeit mehr und mehr Roboterbausätze aus Metall auf den Markt.
Ein deutscher Hersteller mit einem sehr umfangreichen Produktsortiment ist die Firma eitech aus Pfaffschwende. Dieses Unternehmen bietet nicht nur die klassischen Metallbaukästen, sondern auch Antriebseinheiten und Zubehör wie Solarzellen und eine Brennstoffzelle für die alternative Energieerzeugung an.
Als erster Hersteller bietet die Tronico – RCEE GmbH aus Bremen seit 2011 unter der Marke Tronico farbige Modellbaukästen aus Metall mit Lizenzen an. Die Konzentration liegt dabei auf Lizenzen in den Bereichen Landmaschinen, vorzugsweise Traktoren oder auch Schlepper genannt, Baufahrzeuge, Einsatzfahrzeuge, Luftfahrt. Bei den Lizenzen für Deutschland handelt es sich aktuell um die Marken Fendt, Claas, Massey Ferguson, Challenger, Krampe, Mercedes-Benz, Krone, Linde, ADAC, Case IH, Liebherr, New Holland. Die Maßstäbe sind 1:16, 1:24, 1:32, 1:64, 1:100. Der kleinste Metallbaukasten der Welt, die Micro-Serie im Maßstab 1:64, wurde auf der Nürnberger Spielwarenmesse 2014 erstmals präsentiert. Dabei handelt es sich um Traktoren mit Anhängern, die auch ferngesteuert produziert werden. Es sind eigens besondere Bauteile dafür entwickelt worden um den Maßstab 1:64 zu realisieren.

## Vorgeschichte
Der Vorläufer des Metallbaukastens ist der „Modellbaukasten“, der von Gustav Lilienthal, dem Bruder des Flugpioniers Otto Lilienthal, entwickelt wurde. Der Lilienthal-Baukasten bestand aus gelochten Holzleisten und Verkleidungsplatten aus Pappe, mit denen die Leerräume zwischen den Leisten gefüllt werden konnten. Das Patent zu diesem Baukasten wurde von Otto Lilienthal angemeldet, da Gustav Lilienthal durch einen kurz zuvor verlorenen Prozess um die ebenfalls von ihm entwickelten Steinbaukästen in finanziellen Schwierigkeiten steckte. In der Patentschrift aus dem Jahre 1888 heißt es:

„Die Herstellung von Modellbauten aus Leisten verschiedener Länge, welche in einer gleichmäßigen Längeneintheilung vielfach gelocht sind und mittelst gerader oder gekrümmter V-förmiger Splintnadeln und dazugehöriger Keile verbunden werden, während die Flächenfüllung durch Einschieben von Platten in die an den Leisten angebrachten Nuthen bewirkt wird.“

Nun war es nur noch ein kleiner Schritt von der Holzbauweise zu verschraubten Metallteilen.
Julius Weiss aus Hamburg meldete 1892 unter der Patentnummer 67599 ein Patent zu einem „Brückenbaukasten“ – nun aus gestanzten Metallteilen – an. Der Kasten wurde 1896 von der Rudolstädter Firma Richter, die bereits ab 1892 den Anker-Steinbaukasten produzierte, tatsächlich vermarktet, wegen Erfolglosigkeit aber nach nur einem Jahr wieder eingestellt.
Den echten Durchbruch erlangte der Metallbaukasten erst mit dem Patent von Frank Hornby aus Liverpool (GB) (1901), der erstmals auch Räder in sein System einbezog. Zunächst unter dem Namen „Mechanics made easy“, ab etwa 1908 unter dem Namen „Meccano“ vermarktet.

## Marken und Kompatibilität
Die Anzahl der Hersteller war besonders in der Mitte des 20. Jahrhunderts und besonders in Deutschland (Ost- und West-) groß. Wichtigstes Merkmal für die Kompatibilität ist der Lochabstand, zweitrangig sind Lochdurchmesser und Profilbreite.
Historisch bedingt ist das Schraubengewinde BSW 5/32" nach der britischen Whitworth-Gewinde-Norm weit verbreitet, auch bei den deutschen Marken Walther Stabil und Märklin. Diese Gewinde wurden oft auch nach dem Zweiten Weltkrieg weiter verwendet, während andere Marken auf metrische Gewinde umstellten. Neue deutsche Baukastenmarken, die erst nach Kriegsende entstanden, haben sofort metrische Gewinde verwendet. Dies gilt auch für die vielen kleinen Baukastenmarken in der SBZ bzw. in der DDR.
| Marke                                                                   | Hersteller                                                          | Betriebssitz                                   | Lochabstand [mm]                | Loch- durchmesser [mm] | Gewinde                               | Profilbreite [mm] | Blechstärke [mm] | Material                | Oberfläche                                                 |
| ----------------------------------------------------------------------- | ------------------------------------------------------------------- | ---------------------------------------------- | ------------------------------- | ---------------------- | ------------------------------------- | ----------------- | ---------------- | ----------------------- | ---------------------------------------------------------- |
| Ashok                                                                   | ASHOK K. BANERJEE, P.O.BOX 4149,                                    | NAVRANGPURA, AHMEDABAD - 380 009 (INDIA)       | 12,73                           | 4,2                    | BSW 5/32"                             | 12,7              |                  | Stahl, Messing, CrNi    | lackiert, schwarz gebrannt, vernickelt                     |
| Construction, siehe auch eitech                                         | VEB (K) Metallwaren Schmerbach, ab 1977 VEB Spielwaren-Mechanik     | Pfaffschwende/Eichsfeld (Thüringen)            | 10                              | 4,3                    | M4                                    | 10                |                  | Stahl                   | vernickelt                                                 |
| Distler Gigant, siehe auch Trix                                         | Distler Toy                                                         | Nivelles (Belgien)                             | 16 (drei versetzte Lochreihen)  | 6,5                    | M6                                    | 30                | 1,4              | Stahl                   | blau lackiert                                              |
| eitech, siehe auch Construction                                         | eitech                                                              | Pfaffschwende/Eichsfeld (Thüringen)            | 10                              | 4,2                    | M4                                    | 10                | 0,8              | Stahl                   | bis Anfang 2017 vernickelt, danach verzinkt                |
| HW, 1947–1968                                                           | Hans Wünsch                                                         | Niederwiesa bei Chemnitz (Sachsen)             | 12,5                            | 4,2                    | M4                                    | 12                |                  | Stahl                   | schwarz gebrannt                                           |
| Merkur                                                                  | Merkurtoys                                                          | Police nad Metují (Tschechien)                 | 10                              | 3,8 - 3,9              | M3,5                                  | 10                | 0,9 - 1,1        | Stahl                   | verzinkt, farbig lackiert, pulverbeschichtet               |
| Märklin                                                                 | Märklin GmbH                                                        | Göppingen (Baden-Württemberg)                  | 12,7                            | 4,2                    | BSW 5/32"                             | 12,7              |                  | Stahl, selten Aluminium | lackiert, pulverbeschichtet, schwarz gebrannt              |
| Meccano                                                                 | Meccano Ltd.                                                        | Liverpool (UK)                                 | 12,73                           | 4,2                    | BSW 5/32"                             |                   |                  | Stahl                   | vernickelt, farbig lackiert                                |
| Mecanic, später Mekanik                                                 | Dörken&Mankel                                                       | Ennepetal Voerde i. W. (Nordrhein-Westfalen)   | 12,7                            | 4,2                    | M4                                    | 12,7              |                  | Stahl                   | lackiert, verchromt                                        |
| Metallus                                                                | Rekers Digitaltechnik                                               | Spelle (Emsland) Niedersachsen                 | 12,73                           | 4,2                    | M4                                    | 12,7              |                  | Stahl, Messing          | pulverbeschichtet, schwarz gebrannt                        |
| Möwe Metallbaukasten, 1946–1950                                         | Möwe-Metall-Baukasten-Fabrik, Mönninghoff und Weiss                 | Priorei (Hagen) (Nordrhein-Westfalen)          | 13                              | 4,4                    |                                       | 13                |                  | Stahl                   | blank                                                      |
| Ostra Modelltechnik, Hydraulik-Teile, kompatibel zur Marke Construction | VEB Kombinat ORSTA-Hydraulik                                        | Dippoldiswalde (Sachsen)                       |                                 |                        |                                       |                   |                  |                         |                                                            |
| Scheffler's Metallbaukasten, ab 1955 siehe auch Thale                   | Arthur Scheffler                                                    | Burgstädt (Sachsen)                            | 12,5                            | 4,2                    | M4                                    | 12,0              | 1,0              | Stahl                   | schwarz gebrannt, lackiert                                 |
| Stabil, 1911–1970                                                       | Walther & Co.                                                       | Berlin-Neukölln                                | 12,5                            | 4,2                    | BSW 5/32"                             | 12,3              |                  | Stahl                   | vernickelt                                                 |
| Staba                                                                   | Staba – Karl Teutenberg KG                                          | Eisenach (Thüringen)                           | 12                              | 3,1                    | M3                                    |                   |                  | Stahl                   |                                                            |
| Staiger Mignon, 1947–1951                                               | Kundo Staiger GmbH                                                  | St. Georgen im Schwarzwald (Baden-Württemberg) | 6,0                             | 3,1                    | 2,6                                   |                   |                  | Aluminium               |                                                            |
| Stokys                                                                  | Stokys Systeme AG                                                   | Bauma (Schweiz)                                | 12,7                            | 4,0                    |                                       |                   |                  | Aluminium               | blank                                                      |
| Sonneberger Metallbaukasten, um 1966                                    | Injekta                                                             | Steinach (Thüringen)                           |                                 |                        |                                       |                   |                  |                         |                                                            |
| Thale siehe auch Scheffler's                                            | Thaler Blechwarenfabrik Kisch & Krause, später VEB Metallspielwaren | Thale Sachsen-Anhalt                           | 12,5                            | 4,2                    | M4                                    | 12                |                  | Stahl                   | schwarz, rot, metallgrün, metallsilber, gebrannt, lackiert |
| Trix, 1931–1997                                                         | VSN Vereinigte Spielwarenfabriken Nürnberg, später Trix GmbH        | Nürnberg (Bayern)                              | 7,8 (drei versetzte Lochreihen) | 3,5                    | ähnlich #6-32 UNC (VK) bzw. M3,5 (NK) | 15                | 0,8              | Stahl                   | verzinkt, vernickelt, pulverbeschichtet                    |
| Tronico, ab 1999                                                        | Tronico – RCEE GmbH                                                 | Bremen                                         | 10,0                            | Vkt. 4,1               | M4                                    | 10,0              | 0,8              | Stahl                   | farbig, 4-fach lackiert oder silber verzinkt               |
| Tronico – Mini-Serie – 1:32, ab 2013                                    | Tronico – RCEE GmbH                                                 | Bremen                                         | 9                               | Vkt. 3,1               | M3                                    | 18; 9             | 0,8              | Stahl                   | farbig, 4-fach lackiert oder silber verzinkt               |
| Tronico – Micro Serie – 1:64, ab 2014                                   | Tronico – RCEE GmbH                                                 | Bremen                                         | 5,0                             | 2,1 - 2,2              | M2                                    | 5,0               | 0,6              | Stahl                   | farbig, 4-fach lackiert oder silber verzinkt               |